# Copa Campeonato
La Copa Campeonato de Primera División, también conocida como Súperfinal 2014, fue una copa nacional oficial, organizada por la Asociación del Fútbol Argentino como partido final de la temporada 2013-14.
Se disputó entre San Lorenzo, campeón del Torneo Inicial 2013; y River Plate, campeón del Torneo Final 2014. Se jugó a partido único el 24 de mayo de 2014, en la ciudad de La Punta, provincia de San Luis.
El vencedor fue River Plate, que ganó con un gol de Germán Pezzella. De esta manera, obtuvo la clasificación para disputar la Supercopa Argentina 2014 y la Copa Sudamericana 2014.

## Historia
El trofeo entregado es un homenaje a la "Copa Campeonato" o "Copa Alumni", el cual era entregado al campeón del Campeonato de Primera División, siendo este el trofeo de fútbol más antiguo de Argentina. Sus pequeñas diferencias, radican en el tamaño, peso, y estilo de las asas, manteniendo un diseño muy parecido.
En junio de 2012, se puso en disputa por primera vez, entre los ganadores del Torneo Inicial y el Torneo Final de ese año. Inicialmente, consagraría a su vencedor como el único campeón de la temporada.
Sin embargo, con el Torneo Inicial aun en disputa; mediante una resolución del Comité Ejecutivo de la Asociación del Fútbol Argentino; se determinó que los ganadores del Inicial 2012 y Final 2013 también sean considerados campeones; desnaturalizándose así el partido definitorio. De manera ridícula, se contabilizo a este último como un campeonato de liga, aun cuando se tratase de una final entre dos equipos. De esta manera, la temporada otorgó tres campeones de liga en un año calendario.
En 2014, la AFA decide jugar el mismo formato de torneo que la temporada anterior, pero a diferencia de aquella, al partido final se le dio carácter de copa nacional. El ganador fue el Club Atlético River Plate, quien derrotó  a San Lorenzo, por 1 a 0, obteniendo la clasificación para la Supercopa Argentina 2014 y la Copa Sudamericana 2014.
Debido a que a partir de la temporada 2015, se jugaron torneos individuales con un solo campeón por temporada, la Copa Campeonato se descontinuó y se transformó en una copa nacional jugada por única vez.

## Ficha del partido
| 12         | Guardameta     | Sebastián Torrico      |     |
| 7          | Defensa        | Julio Buffarini        |     |
| 29         | Defensa        | Fabricio Fontanini     |     |
| 6          | Defensa        | Santiago Gentiletti    |     |
| 21         | Defensa        | Emmanuel Mas           | 77' |
| 15         | Centrocampista | Héctor Daniel Villalba |     |
| 5          | Centrocampista | Juan Mercier           | 80' |
| 20         | Centrocampista | Néstor Ortigoza        |     |
| 10         | Centrocampista | Leandro Romagnoli      | 65' |
| 11         | Delantero      | Ángel Correa           |     |
| 26         | Delantero      | Mauro Matos            |     |
| Entrenador | Entrenador     | Edgardo Bauza          |     |

| 1          | Guardameta     | Marcelo Barovero   |     |
| 25         | Defensa        | Gabriel Mercado    |     |
| 2          | Defensa        | Jonatan Maidana    | 22' |
| 6          | Defensa        | Ramiro Funes Mori  |     |
| 21         | Defensa        | Leonel Vangioni    |     |
| 7          | Centrocampista | Carlos Carbonero   |     |
| 28         | Centrocampista | Cristian Ledesma   |     |
| 16         | Centrocampista | Ariel Rojas        |     |
| 10         | Centrocampista | Manuel Lanzini     |     |
| 9          | Delantero      | Fernando Cavenaghi | 45' |
| 30         | Delantero      | Daniel Villalva    | 86' |
| Entrenador | Entrenador     | Ramón Ángel Díaz   |     |

| 24 | Centrocampista | Juan Ignacio Cavallaro | 65' |
| 9  | Delantero      | Martín Cauteruccio     | 77' |
| 19 | Centrocampista | Leandro Navarro        | 80' |

| 20 | Defensa        | Germán Pezzella    | 22' |
| 35 | Delantero      | Giovanni Simeone   | 45' |
| 5  | Centrocampista | Matías Kranevitter | 86' |

| Anotado | 73' | Germán Pezzella | 0-1 |

| 24' | Santiago Gentiletti |
| 72' | Fabricio Fontanini  |
| 82' | Julio Buffarini     |

| 18' | Ramiro Funes Mori |
| 55' | Daniel Villalva   |
| 78' | Germán Pezzella   |
| 82' | Gabriel Mercado   |

| Árbitro             | Néstor Pitana  |
| Árbitros asistentes | Hernán Maidana |
| Árbitros asistentes | Juan Belatti   |
| Cuarto árbitro      | Mauro Vigliano |

| 12         | Guardameta     | Sebastián Torrico      |     |
| 7          | Defensa        | Julio Buffarini        |     |
| 29         | Defensa        | Fabricio Fontanini     |     |
| 6          | Defensa        | Santiago Gentiletti    |     |
| 21         | Defensa        | Emmanuel Mas           | 77' |
| 15         | Centrocampista | Héctor Daniel Villalba |     |
| 5          | Centrocampista | Juan Mercier           | 80' |
| 20         | Centrocampista | Néstor Ortigoza        |     |
| 10         | Centrocampista | Leandro Romagnoli      | 65' |
| 11         | Delantero      | Ángel Correa           |     |
| 26         | Delantero      | Mauro Matos            |     |
| Entrenador | Entrenador     | Edgardo Bauza          |     |

| 1          | Guardameta     | Marcelo Barovero   |     |
| 25         | Defensa        | Gabriel Mercado    |     |
| 2          | Defensa        | Jonatan Maidana    | 22' |
| 6          | Defensa        | Ramiro Funes Mori  |     |
| 21         | Defensa        | Leonel Vangioni    |     |
| 7          | Centrocampista | Carlos Carbonero   |     |
| 28         | Centrocampista | Cristian Ledesma   |     |
| 16         | Centrocampista | Ariel Rojas        |     |
| 10         | Centrocampista | Manuel Lanzini     |     |
| 9          | Delantero      | Fernando Cavenaghi | 45' |
| 30         | Delantero      | Daniel Villalva    | 86' |
| Entrenador | Entrenador     | Ramón Ángel Díaz   |     |

| 24 | Centrocampista | Juan Ignacio Cavallaro | 65' |
| 9  | Delantero      | Martín Cauteruccio     | 77' |
| 19 | Centrocampista | Leandro Navarro        | 80' |

| 20 | Defensa        | Germán Pezzella    | 22' |
| 35 | Delantero      | Giovanni Simeone   | 45' |
| 5  | Centrocampista | Matías Kranevitter | 86' |

| Anotado | 73' | Germán Pezzella | 0-1 |

| 24' | Santiago Gentiletti |
| 72' | Fabricio Fontanini  |
| 82' | Julio Buffarini     |

| 18' | Ramiro Funes Mori |
| 55' | Daniel Villalva   |
| 78' | Germán Pezzella   |
| 82' | Gabriel Mercado   |

| Árbitro             | Néstor Pitana  |
| Árbitros asistentes | Hernán Maidana |
| Árbitros asistentes | Juan Belatti   |
| Cuarto árbitro      | Mauro Vigliano |

|                                 |
| Bandera de Argentina            |
| Campeón River Plate 1.er título |